# Sidney (Montana)
Sidney város az USA Montana államában, Richland megyében, melynek megyeszékhelye is. Lakosainak száma 6346 fő (2020. április 1.).

## Népesség
A település népességének változása:

| 2010 | 5 191 |
| 2020 | 6 346 |